# Douglas Machado
Douglas Denis Amaral Machado (Teresina, 9 de Setembro de 1964) é um documentarista brasileiro. 
Iniciou seus trabalhos na área audiovisual em 1987 [TVE-PI] e desde então realizou produções em diferentes regiões do Brasil e algumas no exterior [Suécia e Espanha]. É sócio da TRINCA FILMES LTDA. , uma produtora que trabalha com Cinema e Literatura mantendo especial atenção nas questões relacionadas ao Nordeste do Brasil e ao Sertão, em particular. Sede em Teresina, PI.

## Carreira
Iniciou jornalismo na Universidade Federal do Piauí (incompleto), seguindo os estudos em Hilversun, Holanda, como bolsista do governo holandês – curso: Educational Programme Production Course-Television, na RNTC [1992]. Também cursou Dirección y Producción en Televisión, no centro de ensino Metrópolis, em Madrid, Espanha [1991]. Além de participar em diversas oficinas sobre cinema e de feiras de literatura (em especial: o Salão do Livro do Piauí e a Feira do livro de Porto Alegre).
Trabalhou como professor-convidado na Universidade Nórdica Biskops Arnö [Suécia] – Curso Film För Förändring – Participatory Vídeo, coordenado por Bosse Johansson. Período: 2004 a 2009.
De 2014 a 2018 foi editor da revista anual Hoblicua [hoblicua.com.br], dedicada a literatura brasileira. Também editou os livros publicados através dos selos Agarazul [poesia] e Meiomilheiro [ensaio e prosa]. Dentre as publicações, destacam-se: Pluvioso [2016] e Havergey [2018], de John Burnside; Tantum ergo [2017], de George Anselmo Isidoro; O nome e a natureza da poesia [2018], de A. E. Housman com tradução e notas biográficas de Alexei Bueno etc. Todas essas publicações estão à venda em diferentes livrarias do país.
Colaborador das novelas gráficas realizadas pelo ilustrador Colo, em Madrid, Espanha. Dentre as mais recentes, destacam-se: Animal [2018], Hoy es un buen día para morir [2016] e De perros y de huesos [2011]. No momento, assina o roteiro e desenvolve com ele um novo trabalho: 10h54.
Assina a curadoria e programação de filmes no Cinemas Teresina , onde equaciona sucessos de bilheteria com o cinema de autor e de repertório. Mantém foco especial no Cinema Brasileiro e na formação de plateia através de mostras, sessões com debate, masters classes e retrospectivas.
Paralelamente, trabalha na remontagem do CIPRIANO (edição comemorativa aos 20 anos, com lançamento previsto para Março/2021) e desenvolve o projeto de longa metragem de ficção: PRESÉPIO (Pesebre), com roteiro inédito.

## Filmes e Documentários
- Hora Zero - El Salvador Depois da Guerra (1994)
- Desertificação (1998)
- Cipriano (2001)
- Um Homem Particular (2002)
- O Sertãomundo de Suassuna (2003)
- Um Corpo Subterrâneo (2006)
- O Códice e o Cinzel (2007)
- O Retorno do Filho (2009)
- João (2010)
- Na Estrada com Zé Limeira (2011)
- A Consciência da Crítica (2012)
- Poesia na Madeira (2014)
- Ensaios Íntimos e Imperfeitos (2015-2018)
- Booktrailers

Essas obras foram exibidas em alguns cinemas e veiculadas em canais à cabo como Arte 1 e Canal Brasil – exceto O RETORNO DO FILHO e UM CORPO SUBTERRÂNEO, exibidos na TV Cultura de SP e filiadas e HORA ZERO – EL SALVADOR DEPOIS DA GUERRA, na Suécia.

O Retorno do Filho

O Sertãomundo de Suassuna